# Turnix castanotus
Turnix castanotus là một loài chim trong họ Turnicidae.